# 우에하라 안코
우에하라 안코는 《GTO (만화)》에 등장하는 히로인으로, 구 정발판 명칭은 한자를 그대로 반영한 행자.

## 소개
- 우에하라 안코(행자) - 성우: 오카무라 아케미 / 한채언

세이린학원의 여학생으로 모친은 육성회 회장이다. 원래는 아사노(천야),이즈미와 함께 노보루를 괴롭히고 왕따시키는 역할을 하였다. 이후 오니즈카 에이키치가 팬티에 "요시카와, 잘못했어, 미안해"라고 쓰고 혼을 내준다. 오키나와 여름학교 때 노보루를 숲 속 깊이 버리려 했으나 오히려 노보루와 함께 조난을 당하게 되었지만 노보루의 도움으로 빠져나온다. 이후로 노보루에게 개인적인 호감을 갖게 되기도 했다. 참고로 그녀는 친오빠가 있었는데 그가 자신에게 분풀이와 괴롭힘을 가하는 바람에 남자에 대한 부정적인 의식을 갖게 되었지만 노보루를 만난 후로는 그 의식도 달라지게 되었다.